# Christina Jutterström

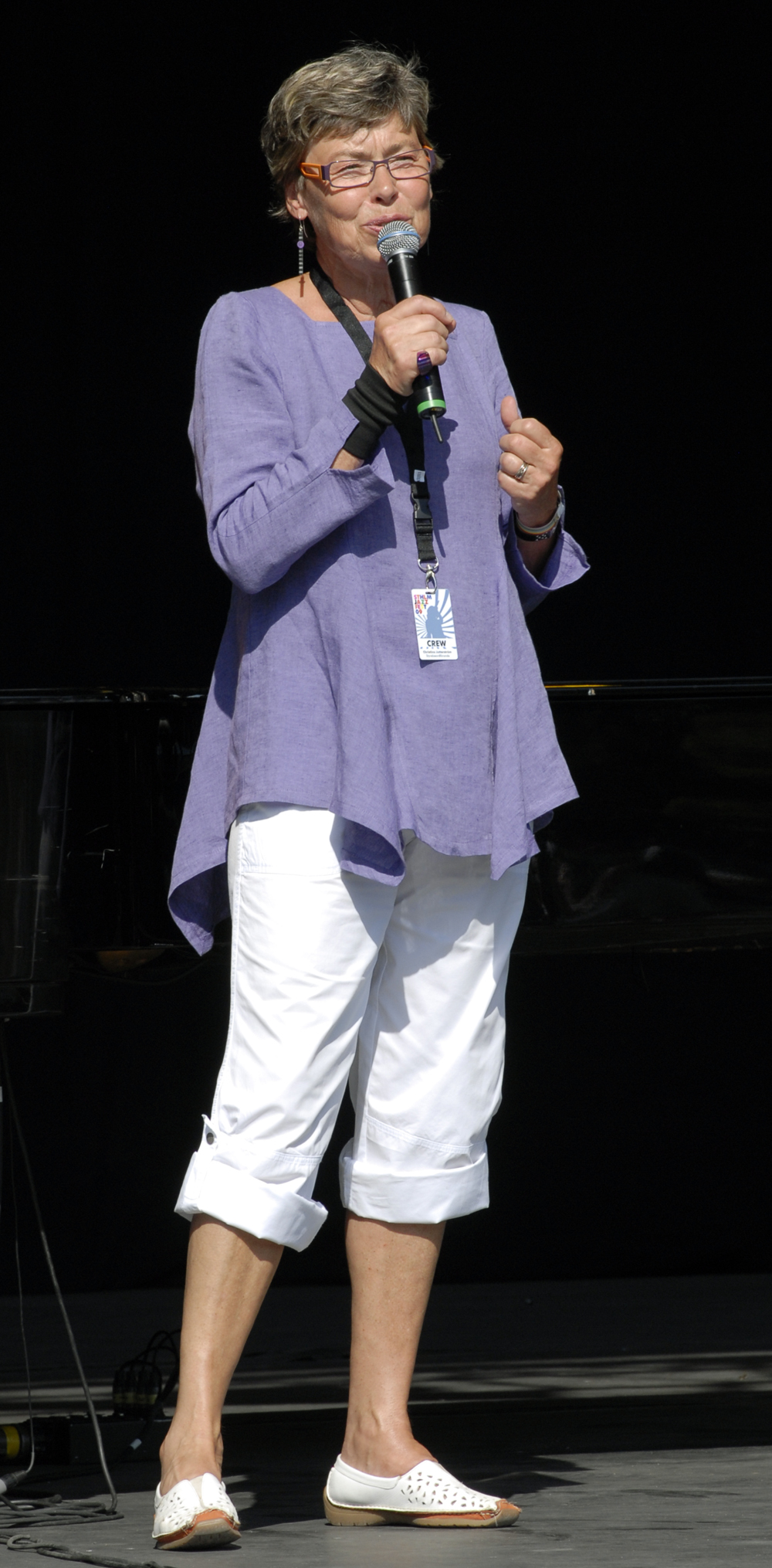
Christina Jutterström vid Stockholm Jazz Festival 2009.

Christina Odlander Jutterström, född Lewell den 27 mars 1940 i Stockholm, är en svensk journalist. Hon var chefredaktör för Dagens Nyheter 1982–1995 och för Expressen 1995–1996 samt verkställande direktör för Sveriges Television 2001–2006.

## Biografi
Jutterström växte upp i Uppsala, där hennes far, Gösta Lewell, var kriminalkommissarie.
Hon var gift med journalisten Stig Jutterström åren 1962–1970 och med journalisten Ingemar Odlander från 1978 till hans död 2014. Paret drev under 20 år gården Bjursätter i Sörmland. Hon har smeknamnet "Juttan". Hon har två barn: Klara Jutterström och Johanna Odlander.

## Arbetsliv
Jutterström, som är fil. kand., var först verksam som journalist vid Östgöta Correspondenten, Dagens Nyheter, Örebro-Kuriren och Veckorevyn. Hon anställdes 1966 vid Sveriges Radio som reporter på Dagens Eko och började som politisk journalist på Rapport på TV 2 vid starten 1969. Åren 1975–1977  var hon Svenska Dagbladets Afrika-korrespondent med placering i Nairobi i Kenya.
På en rad poster har Jutterström varit den första kvinnliga chefen: inrikeschef på Rapport 1973, Dagens Eko-chef 1977–1981 samt chefredaktör och ansvarig utgivare för Dagens Nyheter 1982–1995 och Expressen 1995–1996.
Hon bytte under sin tid som chefredaktör för de två liberala flaggskeppen Dagens Nyheter och Expressen beteckning på de båda till oberoende. Hon avskedade under sin tid på Expressen-kolumnisten  Ulf Nilson; den senare skrev en bok om Jutterströms tid på Expressen med titeln Expressens nedgång och förfall.
Hon var gästprofessor i journalistik vid Göteborgs universitet 1997–1998.
Jutterström var verkställande direktör på Sveriges Television 2001–2006.
Jutterström har skrivit boken Fri Television? (2008) om public service historia samt memoarboken Uppfostrad av män (2010). I Fri Television? argumenterar hon för att Sveriges Television och Sveriges Radio ska slås samman till ett bolag. I boken för hon även fram förslaget om ny finansieringsform för de statligt finansierade mediebolagen. Istället för TV-avgift föreslog Jutterström att en avgift som skulle tas ut på skattsedeln och sedan gå direkt till bolagen.
Jutterström var under många år och fram till omkring 2021 ledamot i Pressens Opinionsnämnd (sedan 2020 Mediernas Etiknämnd) och var 2017–2023 ordförande i sångsällskapet OD:s vänförening. Hon har varit ordförande i Stockholm Jazz Festival och ordförande i insamlingsstiftelsen WaterAid. Hon har även varit ordförande i Folkoperan och i Grafikens hus i Mariefred.

## Priser och utmärkelser
- Årets ledare,  1992
- Hans Majestät Konungens medalj i guld av 12:e storleken i högblått band,  6 juni 2018[3]
- Stora journalistpriset,  2023

[Redigera Wikidata]